# Vulkanisierlösung

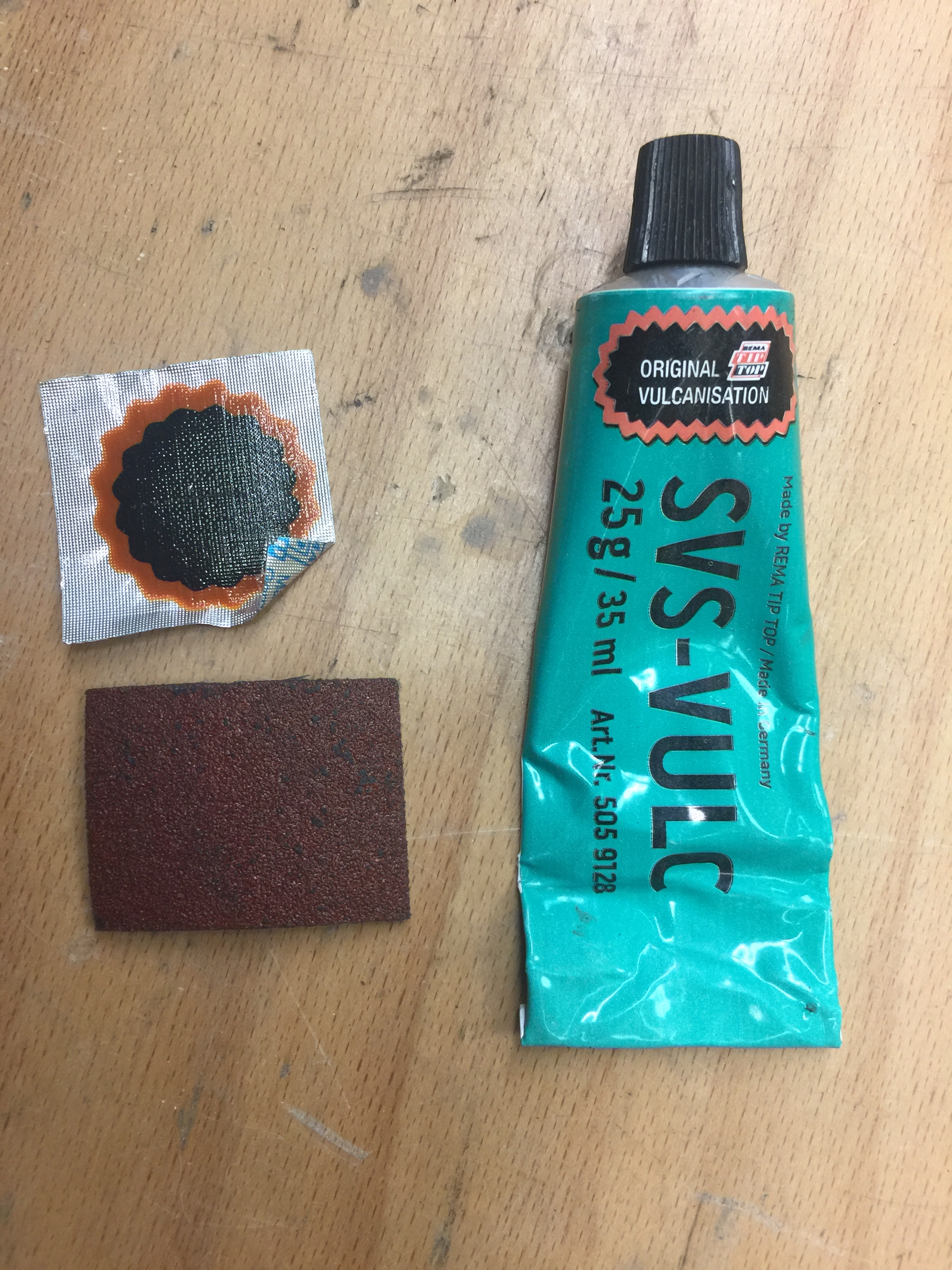
Vulkanisierlösung mit Flicken und Schleifpapier zum Reparieren eines Fahrradschlauchs

Vulkanisierlösung oder Vulkanisierflüssigkeit – seltener auch Gummilösung – ist ein Gummiklebstoff.

## Anwendung
Anwendung findet es bei der Reparatur eines Fahrradschlauchs. Es wird daher oft dem Flickzeug beigelegt.

## Funktionsweise
Naphtha dient als Lösungsmittel für Naturkautschuk. Beim Auftragen der Flüssigkeit wird der Gummi des Fahrradschlauchs oberflächlich „gelöst“ – molekulare Bindungen werden geöffnet. Nach dem Verdunsten des Lösungsmittels bildet sich dann ein Klebefilm. Durch den Andruck des Flickens verbindet sich dieser dauerhaft mit dem Fahrradschlauch.